# Nakamura Taizaburō
Nakamura Taizaburō (jap. 中村 泰三郎; * 1912 in der Präfektur Yamagata; † 13. Mai 2003) war ein japanischer Meister verschiedener Kampfsportarten.
Nakamura begann im Alter von 15 Jahren Kendō zu lernen. 1932 hatte er den 3. Dan in Kendō und Judo, trat in den Militärdienst ein und unterrichtete in seinem Regiment die Offiziere in Kendō. Er wurde erst als Fechtlehrer an eine Jungen-Militärakademie versetzt, später kam er an die Toyama-Militärakademie, an der er auch Jūkendō und Tankendō unterrichtete. Er war auch als Fechtlehrer in der Mandschurei. Nach dem Krieg gründete er die All Japan Toyama Ryū Iaidō Federation. 1952 gründete er die Nakamura Ryū. 1992 wurde er als lebender Kulturschatz ausgezeichnet.
Er war Sōke der Nakamura Ryū Battō-dō und So-Shihan der All Japan Toyama Ryū Federation und hatte Dangraduierungen in folgenden Budoarten:
- Battōdō: 10. Dan Hanshi (IMAF)
- Kendō: 8. Dan Hanshi (IMAF) und 7. Dan Kyoshi (AJKF)
- Jūkendō: 8. Dan Hanshi (AJJF)
- Tankendō: 8. Dan Hanshi (AJJF)
- Kyūdō: 4. Dan (ANKF)
- Judo: 3. Dan des Vorkriegs-Judoverbandes